# Dno kwiatowe

Różne ukształtowanie dna kwiatowego (szary) i osadzenie słupka (czerwony): I – słupek górny, II –słupek pośredni, III – słupek dolny

Dno kwiatowe, oś kwiatowa (łac. receptaculum) – element budowy kwiatu roślin okrytonasiennych będący przeważnie mniej lub bardziej rozszerzonym końcem szypułki. Na dnie kwiatowym osadzone są wyrastające spiralnie lub w okółkach pozostałe elementy budowy kwiatu – okwiat, pręcikowie i słupkowie. Dno kwiatowe stanowi twór homologiczny do osi kłosa zarodnionośnego roślin zarodnikowych i osi strobili nagonasiennych.
W zależności od ukształtowania dna kwiatowego i osadzenia na nim słupkowia wyróżnia się:
- dno kwiatowe płaskie lub wypukłe ze słupkowiem znajdującym się na jego szczycie i pozostałymi elementami kwiatu poniżej – słupek górny, kwiat dolny (hipogyniczny),
- dno kwiatowe wklęsłe ze słupkowiem zagłębionym, ale nie zrośniętym z dnem – słupek górny lub pośredni (wpół dolny), kwiat kołozalążkowy (perygyniczny),
- dno kwiatowe wklęsłe ze słupkowiem z nim zrośniętym – słupek dolny, kwiat górny (epigyniczny).

Silnie wgłębione, często mięsiste dno kwiatowe, otaczające słupki znajdujące się wewnątrz niego określane jest mianem hypancjum. Wydłużenie dna kwiatowego wynoszące słupek ponad pozostałe części kwiat to gynofor (gynophore). Rzadziej spotykane jest wyniesienie słupka i pręcikowia zwane androgynoforem (androgynophore) i wzniesienie dna kwiatowego między kielichem i koroną kwiatu, pręcikowiem i słupkowiem (np. u niektórych goździkowatych) zwane antoforem (anthophore).
Mięsiste dno kwiatowe u wielu roślin bierze udział w tworzeniu owoców, zwanych w takim przypadku owocami pozornymi. Wypukłe dno kwiatowe, w którym osadzone są drobne orzeszki tworzy np. owoc pozorny truskawki. Wypukłe dno otoczone pestkowcami wchodzi w skład owocu pozornego malin. Zmięśniałe hypancjum jest owocem pozornym róży oraz owocem jabłkowatym (np. jabłoni i gruszy).